# نولان باشنل
نولان باشنل (به انگلیسی: Nolan Bushnell) (متولد ۴ فوریه ۱۹۴۳ در یوتا) یک مهندس آمریکایی و کارآفرین است که شرکت‌های آتاری و چاک ئی. چیز را بنیانگذاری کرده‌است.